# Amt Schwarzenbek-Land
La comunità amministrativa di Schwarzenbek-Land (Amt Schwarzenbek-Land) si trova nel circondario del ducato di Lauenburg nello Schleswig-Holstein, in Germania.

## Suddivisione
Comprende 19 comuni:
1. Basthorst (414)
2. Brunstorf (741)
3. Dahmker (154)
4. Elmenhorst (861)
5. Fuhlenhagen (393)
6. Grabau (347)
7. Groß Pampau (152)
8. Grove (258)
9. Gülzow (1 322)
10. Hamfelde (483)
11. Havekost (186)
12. Kankelau (224)
13. Kasseburg (583)
14. Kollow (599)
15. Köthel (287)
16. Kuddewörde (1 503)
17. Möhnsen (513)
18. Mühlenrade (174)
19. Sahms (441)

Il capoluogo è Schwarzenbek, esterna al territorio della comunità amministrativa.
(Tra parentesi i dati della popolazione al 31 dicembre 2021)